# SN 2002bm
SN 2002bm – supernowa typu Ic odkryta 6 marca 2002 roku w galaktyce M-01-32-19. W momencie odkrycia miała maksymalną jasność 17,00m.